# Schitul Troianu
Schitul Troianu este un ansamblu de monumente istorice aflat pe teritoriul municipiului Râmnicu Vâlcea.
În vara/toamna anului 1848 schitul a găzduit comandamentul militar al armatei de panduri condusă de generalul Gheorghe Magheru, motiv pentru care a fost transformat pentru o perioadă în Muzeul Gheorghe Magheru. Schitul a fost redobândit în 2001 și restaurat. Acum se află în construcție o biserică nouă dar și alte clădiri destinate așezământului monahal. Este schit de călugări, cu viață de obște și are 7 locuri de cazare pentru pelerini.
Ansamblul este format din următoarele monumente:
- Biserica "Tăierea Capului Sf. Ioan Botezătorul" (cod LMI VL-II-m-B-09600.01)
- Conac (cod LMI VL-II-m-B-09600.02)
- Turn clopotniță (cod LMI VL-II-m-B-09600.03)

## Galerie

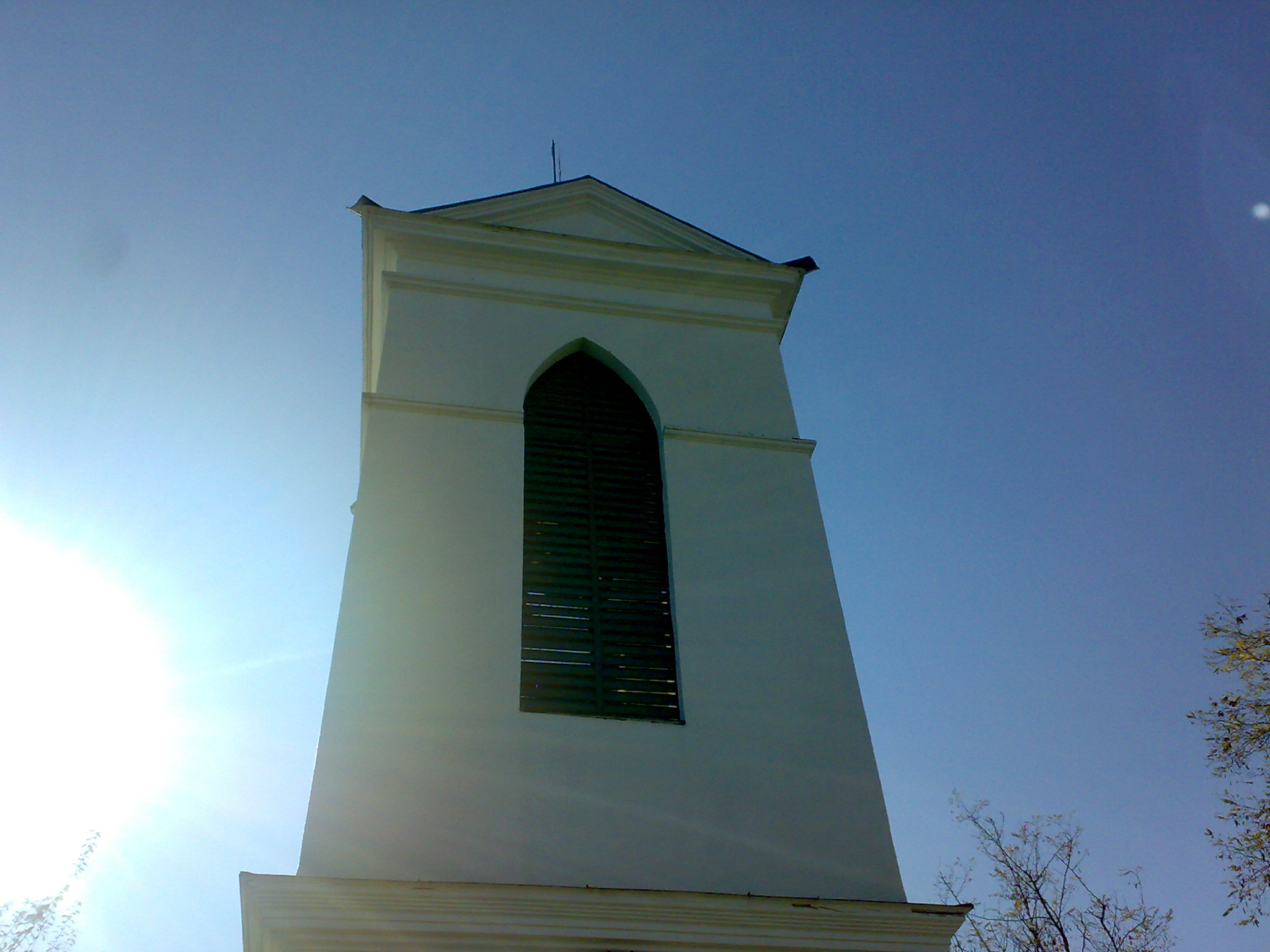
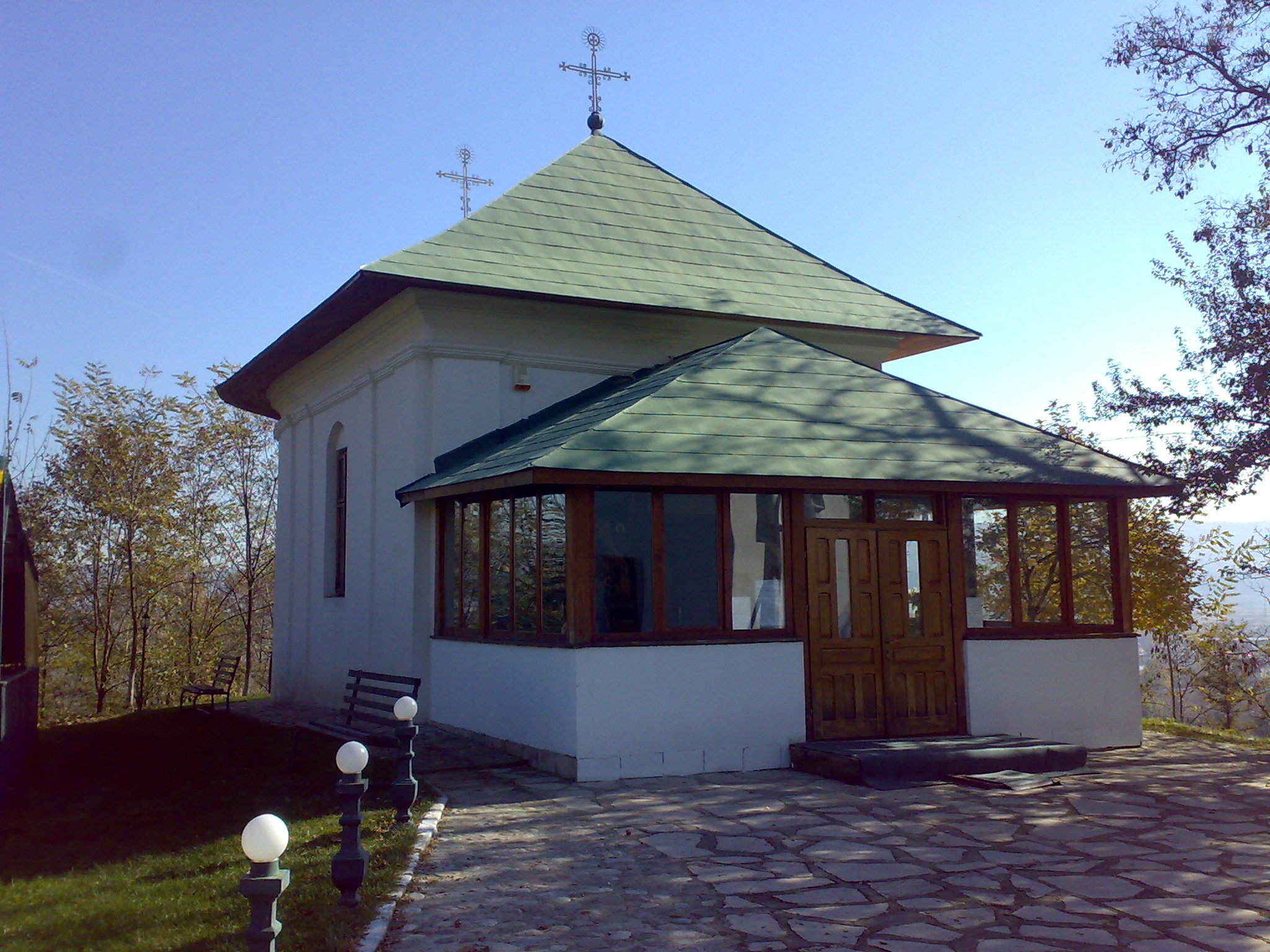
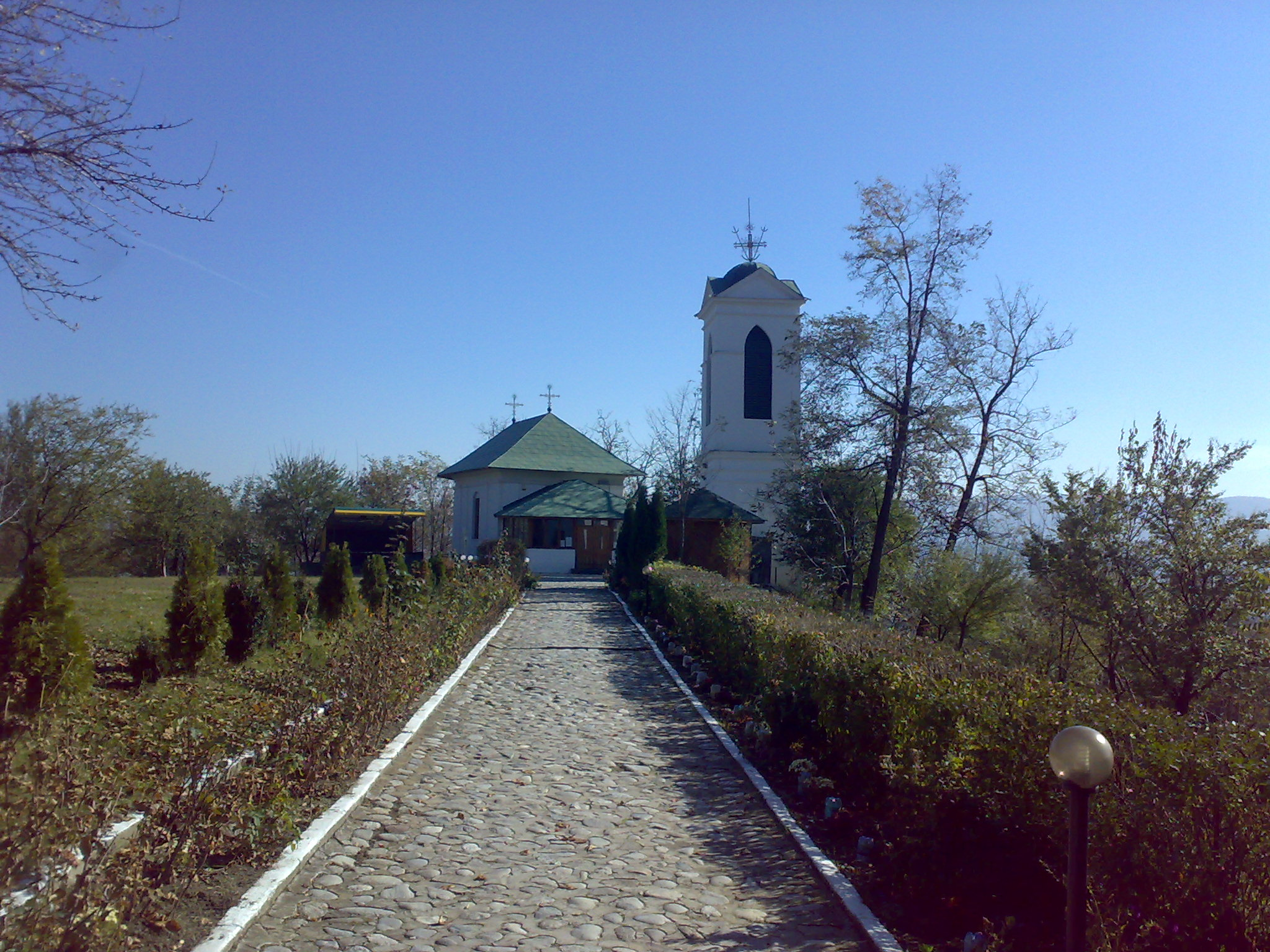
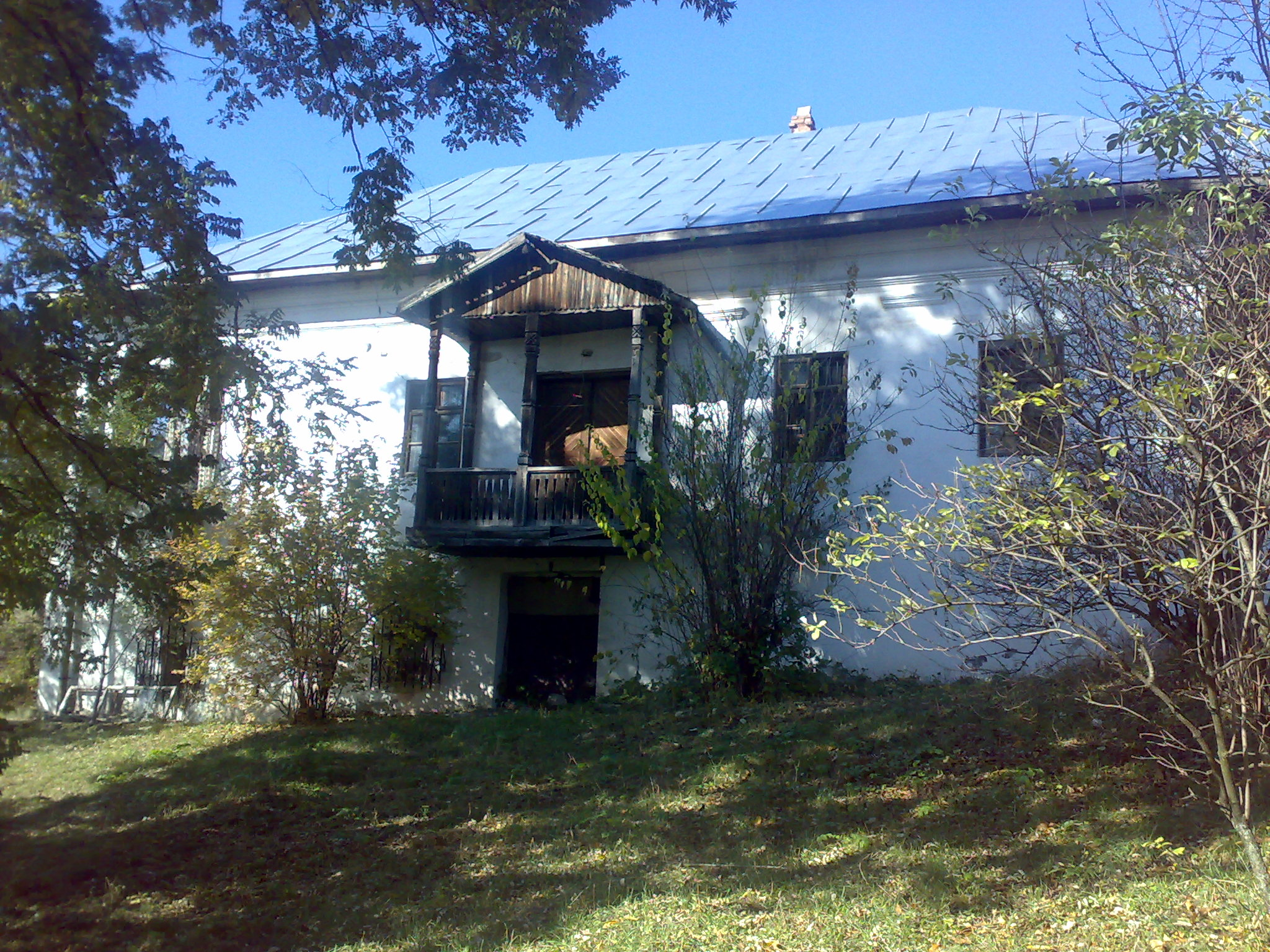